# غوستاف كوتيه
غوستاف كوتيه هو سياسي كندي، ولد في 17 أكتوبر 1913 في شوديير أبالاش في كندا، وتوفي في 13 أبريل 2001. نشط حزبياً في الحزب الليبرالي الكندي. وقد انتخب عضو مجلس العموم الكندي.